# Jules Joseph Hubert Regout
Jules Joseph Hubert Regout, ook wel Jules I Regout (Maastricht, 3 december 1855 – Sint Pieter, 9 december 1932), was een Nederlands ondernemer, bestuurder en politicus. Hij was oprichter-directeur van de dekenfabriek N.V. Wolindustrie v/h Jules Regout & Co. Hij was tevens bestuurslid van de Rooms-katholieke werkgeversorganisatie in Limburg en gemeenteraadslid in Maastricht. Met zijn vrouw en vijf kinderen bewoonde hij de Villa Canne in het Jekerdal.

## Biografische schets

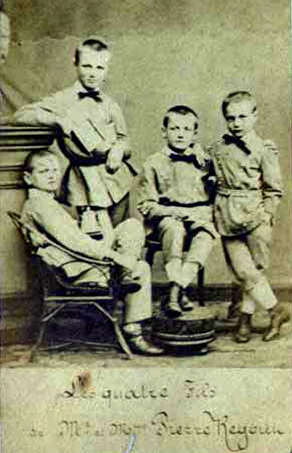
Kinderen Regout-Polis, ca. 1865. Zittend links de ca. 10-jarige Jules

Jules Regout was een telg uit de bekende Maastrichtse fabrikantenfamilie Regout. Hij was het derde van tien kinderen (allemaal zonen) van Petrus Alexander Hubertus ("Petrus II") Regout (1828-1897) en Gertrudis Hubertina Amelia ("Amélie") Polis (1830-1904). Hij groeide op in het door zijn vader gebouwde herenhuis aan de Boschstraat nr. 45. Als kind beleefde hij van nabij de razendsnelle expansie van het door zijn grootvader Petrus Laurentius ("Petrus I") Regout gestichte  industriële imperium, dat vanaf 1870 door zijn vader en ooms geleid werd. In 1879 verhuisde het gezin naar de Villa Canne (destijds gemeente Sint Pieter).
In 1880 trouwde de 24-jarige Jules Regout met de 22-jarige Frederika Clementina Berger. Frederika was afkomstig van een gegoede familie uit Venlo en was de zus van Louisa Berger, die enkele jaren eerder getrouwd was met Jules' oudere broer Petrus (III) Regout. Ook hun oom Louis I Regout was met een Berger getrouwd, Theresia, een tante van Frederika en Louisa. Tussen de dubbel verwante gezinnen bestonden innige contacten, ook tussen de kinderen en kleinkinderen. Later zouden de twee zonen van Jules en Frederika, in navolging van hun ouders, in het huwelijk treden met twee zussen. Vanaf circa 1905 woonde de oudste zoon, Jules II, eveneens in Villa Canne. Mogelijk werd toen de in 1886 gebouwde koetsierswoning geschikt gemaakt voor bewoning door het jonge gezin (met na verloop van tijd zestien kinderen!), waardoor de bouw van een tweede koetshuis wenselijk werd. Frederika overleed in 1927 op 68-jarige leeftijd in Villa Canne; Jules overleed daar vijf jaar later op 77-jarige leeftijd. Beiden werden bijgezet in de grafkelder van de familie Regout in Meerssen. De villa werd in 1957, een jaar na de dood van Jules II, verkocht aan de Koninklijke Nederlandse Papierfabriek, als ontspanningsoord voor hun werknemers.

## Loopbaan

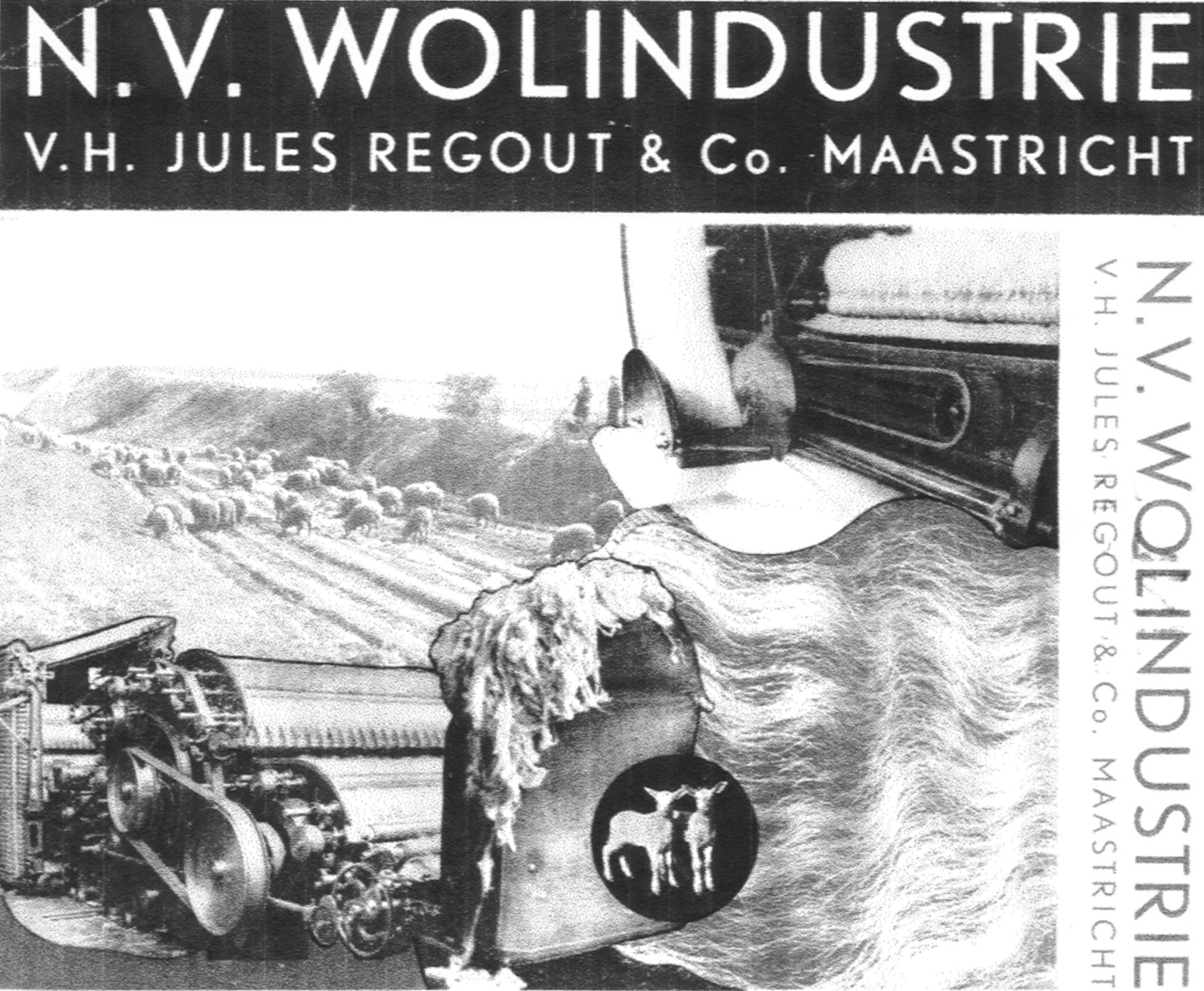
Reclameprent, begin 20e eeuw

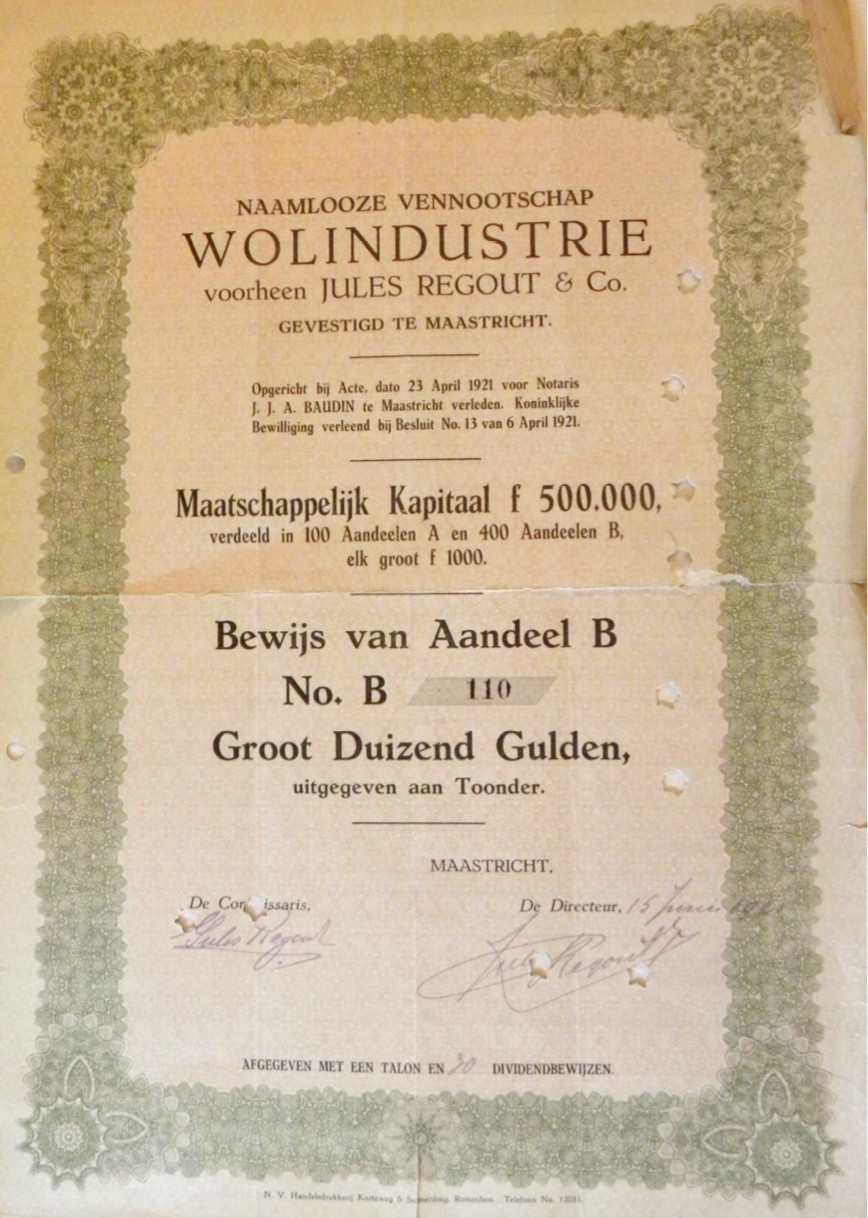
Aandeelcertificaat, 1921

Jules Regout begon zijn carrière als fabrikant waarschijnlijk op 19-jarige leeftijd in de textielfabriek van de familie Regout in de Kleine Looiersstraat. Dit bedrijf stond voorheen bekend als Posthumus et Cie, fabricant de toile et d'étoffes en laine. De fabriek was in 1875 overgenomen door de families Regout en Weustenraad, die door huwelijk met elkaar verwant waren. Het gebouw aan de Kleine Looiersstraat dateert waarschijnlijk van kort na de overname. Jules nam in 1880 de leiding over en gaf het bedrijf de naam Jules Regout & Co. In 1887 telde de fabriek zestig personeelsleden. Het productieproces was grotendeels machinaal, maar in de beginjaren werden enkele weefgetouwen nog met de hand bediend. Het bedrijf produceerde wollen dekens en rondgeweven vilten voor de papierindustrie. Dat laatste was van belang voor de in 1850 aan het Bassin opgerichte Koninklijke Nederlandse Papierfabriek, waarin de familie Weustenraad een belangrijke rol speelde. Om verzekerd te zijn van voldoende watertoevoer kocht Regout een van de watermolens op de Jeker aan de Sint Pieterstraat. De aankoop van deze Bovenste Neustadtmolen of Hofkensmolen (zie: Leeuwenmolen) gaf hem recht op de helft van het Jekerwater ter plekke, dat hij via een buizenstelsel naar de fabriek leidde.
Kort na 1900 kwamen zijn zonen Jules en Georges in het bedrijf. Beiden waren omstreeks die tijd in het huwelijk getreden met dochters uit een bekende Vervierse textielfamilie. Vanaf de jaren 1920 nam Georges steeds meer de dagelijkse leiding over van de fabriek in België (Pepinster); zijn broer Jules II werd er president-directeur, maar bleef daarnaast actief in de Maastrichtse fabriek. In 1921 werden aandelen ter waarde van 500.000 gulden uitgegeven. Wellicht werd toen "N.V. Wolindustrie" aan de bedrijfsnaam toegevoegd. Een jaar later breidde de fabriek uit met de aankoop van de leerlooierij van de gebroeders Max en Fustage Coopman aan de Grote Looierstraat, waarvan het achterterrein grensde aan dat van de dekenfabriek.
In 1936, vier jaar na de dood van Jules I, ging de fabriek in Maastricht failliet. Als oorzaak geldt de wereldwijde crisis van de jaren 30, maar ook het feit dat enkele erfgenamen van Jules I hun erfdeel uit de onverdeelde boedel opeisten. Een jaar later kwam een order van het Nederlandse leger binnen voor een miljoen dekens, maar de fabriek was toen al gesloten, het personeel ontslagen en de machines verkocht. Zoon en opvolger Jules II vroeg in 1938 nog een patent aan voor zijn methode om tweelagige wollen dekens te weven, maar daar is verder nooit meer iets mee gedaan. Jules II werkte daarna als administrateur bij andere (familie)bedrijven: De Sphinx, Kristalunie en Philips Tabak; bij de Kristalunie enige tijd als voorzitter van de raad van bestuur.
Jules I Regout was bestuurslid van de Limburgsche R.K. Wergeversvereeniging. Van 1893 tot 1899 was hij lid van de gemeenteraad van Maastricht.

## Nalatenschap
Producten van de dekenfabriek N.V. Wolindustrie v/h Jules Regout & Co. werden tot begin 21e eeuw gebruikt, in elk geval binnen de familie Regout. In het Sociaal Historisch Centrum voor Limburg bevindt zich het bedrijfsarchief van de fabriek (1875-1936). Tevens zijn enkele originele reclameprenten en aandeelcertificaten bewaard gebleven. Van de dekenfabriek zelf resteert het 19e-eeuwse gebouw op Kleine Looierstraat 16, dat als fabrieksentree, kantoor en pakhuis dienstdeed. Het bakstenen pand van drie verdiepingen heeft op de begane grond een grote toegangspoort met een sluitsteen, waarop de tekst "R & W 1875" (Regout & Weustenraad, 1875). Aan de achterkant bevinden zich twee poortdoorgangen. Het interieur is gemoderniseerd. Het gebouw is een gemeentelijk monument. Op het achterterrein bevinden zich twee lage gebouwen en een fabrieksschoorsteen, waarvan niet duidelijk is of deze deel uitmaakten van de N.V. Wolindustrie. De voormalige leerlooierij aan de Grote Looierstraat is in 1947 gesloopt. De watermolen aan de Sint Pieterstraat bleef behouden.
De Villa Canne met omringende parkaanleg is in relatief gave staat bewaard gebleven en bestaat uit een complex van drie rijksmonumenten. In 1886 werd de villa verbouwd en werd aan de Mergelweg een koetshuis annex koetsierswoning gebouwd, een groot, bakstenen gebouw dat enige kenmerken van de neogotiek vertoond. De villa werd in 1905 in opdracht van Jules Regout opnieuw verbouwd, naar een ontwerp van architect Willem Sandhövel. Uit deze tijd dateert ook het (tweede) koetshuis met paardenstallen (thans woonhuis). Dit enigszins ingegraven pand aan de Mergelweg heeft een hoog opgaand mansardedak. Bijzonder is het interieur met onder andere blauw-wit betegelde lambriseringen, baksteengewelven op stalen profielen, en paardenboxen vervaardigd door de Brusselse constructeur Adolph Charlet & Cie. Omstreeks 1920 werd de kapconstructie van het hoofdgebouw vernieuwd. De smeedijzeren serres uit deze periode aan de noord- en oostgevel zijn verwijderd, evenals de smeedijzeren terrasbalustrade aan de zuidgevel.

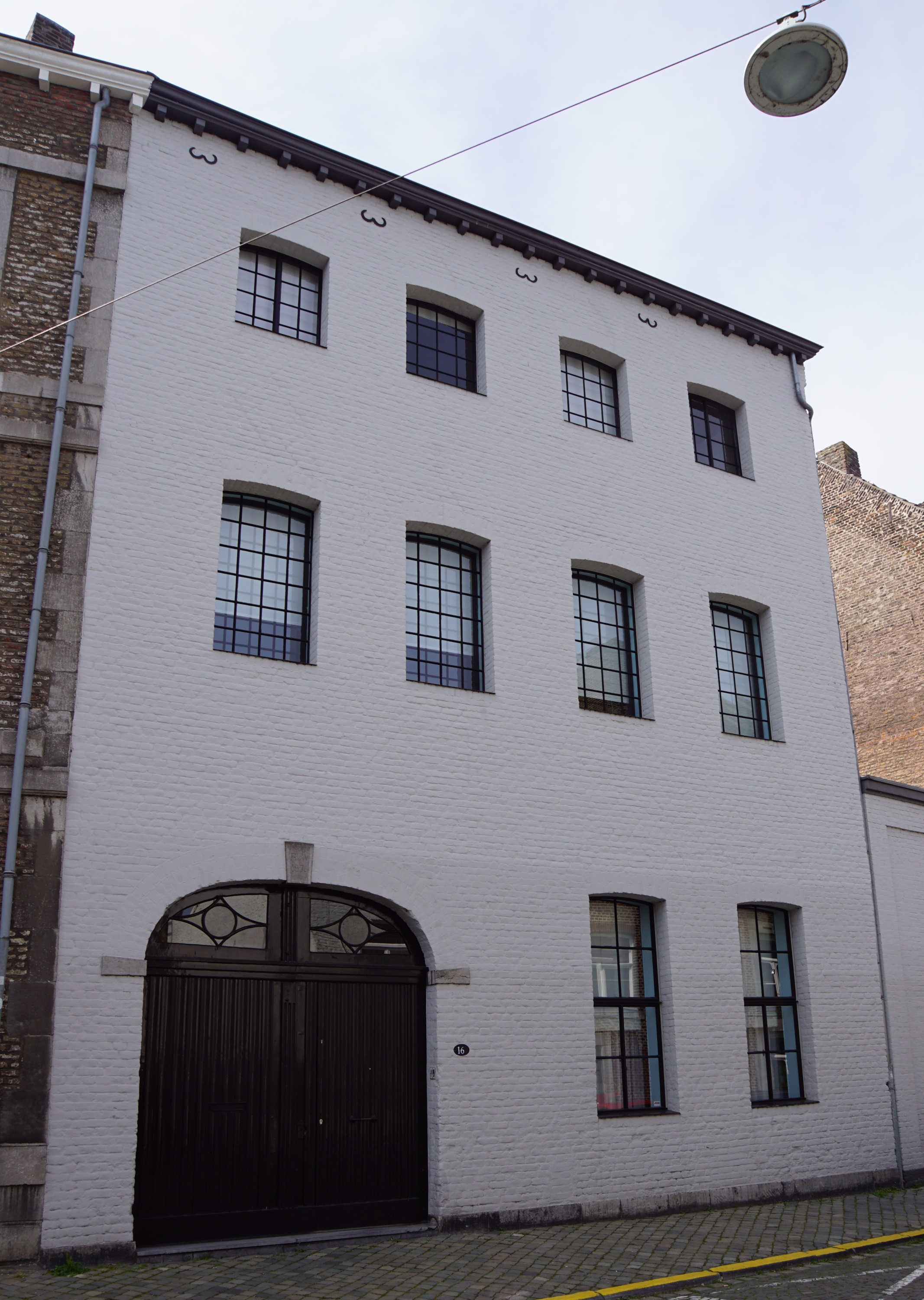
Kleine Looierstraat 16
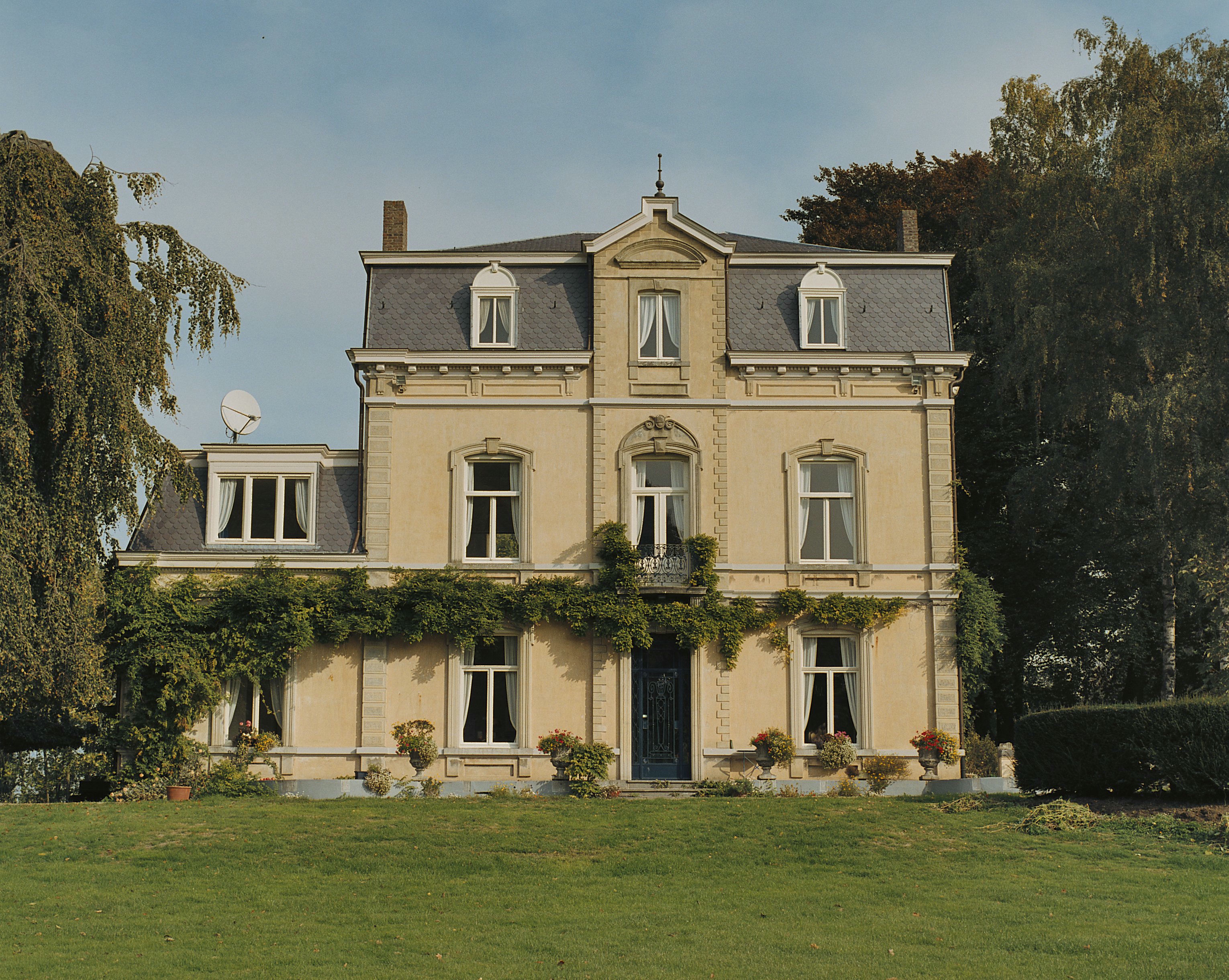
Villa Canne
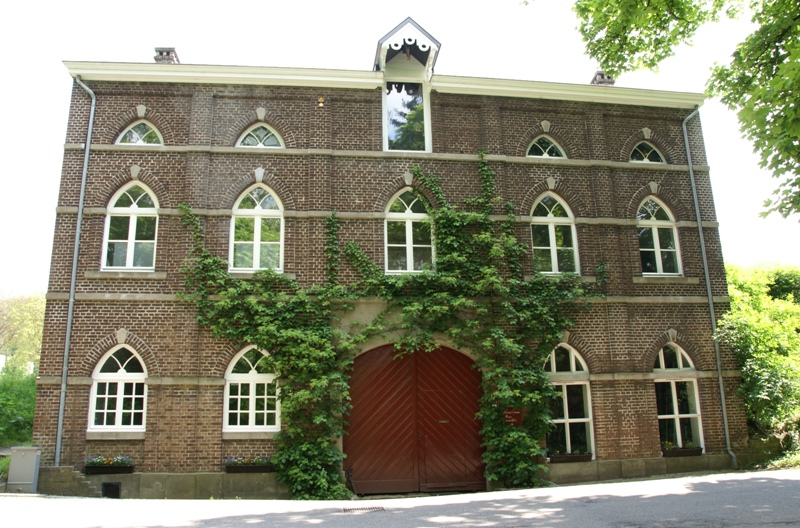
Oude koetshuis Villa Canne
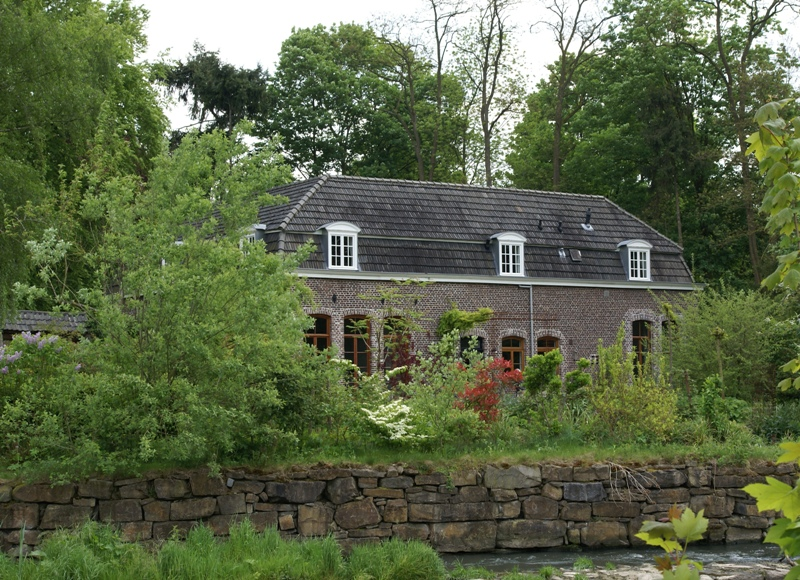
Nieuwe koetshuis Villa Canne

## Nakomelingschap
Jules Joseph Hubert Regout trad op 24 augustus 1880 te Venlo in het huwelijk met Frederika Clementina Berger (1858-1927), dochter van Herman Berger en Huberta Hafmans. Het echtpaar kreeg vijf kinderen, twee zonen en drie dochters. De twee oudsten vormden een tweeling. Beide zonen huwden met dochters (zussen) uit een Vervierse familie van textielfabrikanten en traden in het voetspoor van hun vader. Vooral Georges was een geboren ondernemer, die behalve zijn eigen textielfabriek in Pepinster, in het bestuur zat van tal van ondernemingen in België, Nederland en Duitsland.
1. Jules Wilhelm Marie Hubert ("Jules II") Regout (1881-1956), directeur N.V. Wolindustrie v/h Jules Regout & Co., president-directeur S.A. Textile de Pepinster, voorzitter raad van bestuur N.V. Kristalunie, gehuwd met (1) Adrienne Lieutenant (1883-1908) en (2) Maria Theresia Keuls (1893-1936), 16 kinderen, bewoner Villa Canne
2. Amélie Joséphine Marie Hubertine ("Lili") Regout (1881-1947), gehuwd met ridder Louis d'Oreye de Lantremange (1878-1960), 4 kinderen
3. Georges Marie Hubert ("Georges") Regout (1882-1948), directeur S.A. Textile de Pepinster, gehuwd met Jeanne Lieutenant (1885-1972), zus van Adrienne (zie hierboven), 4 kinderen; bewoner Villa Jenny in Verviers-Heusy en Château de Banneux in Nessonvaux
4. Marie Hubertine Ernestine Regout ("Mia") (1884-1963), gehuwd met jhr. Roger Rendorp (1877-1957), gescheiden, 2 kinderen
5. Anna Louise Angèle Marie Hubertine ("Wies") Regout (1893-1958), gehuwd met Bob van Berckel (1889-1973), 8 kinderen

Bekende nakomelingen zijn: de Belgisch-Oostenrijkse actrice Georgea Regout (1969; tak Georges) en de Nederlandse politicus Thijs van Berckel (1928; via Wies).